# Hypsugo
Hypsugo és un gènere de ratpenats pertanyent a la família dels vespertiliònids.

## Taxonomia
- H. alaschanicus
- H. anchietae
- H. anthonyi
- H. arabicus
- H. ariel
- H. bemainty
- H. bodenheimeri
- H. cadornae
- H. dolichodon
- Hypsugo imbricatus (Horsfield, 1824)
- Hypsugo kitcheneri (Thomas, 1916)
- Hypsugo lanzai (Benda, Al-Jumaily, Reiter i Nasher, 2011)
- Hypsugo lophurus (Thomas, 1915)
- Hypsugo macrotis (Temminck, 1840)
- Hypsugo musciculus (Thomas, 1913)
- Hypsugo pulveratus (Peters, 1871)
- Hypsugo savii (Bonaparte, 1837)
- Hypsugo vordermanni (Jentink, 1890)[1][2]